# ادوارد ویمپر
ادوارد ویمپر (انگلیسی: Edward Whymper; ۲۷ آوریل ۱۸۴۰ – ۱۶ سپتامبر ۱۹۱۱) کوهنوردی و جهانگرد اهل پادشاهی متحد بریتانیای کبیر و ایرلند بود.